# Azángaro (distrito de Azángaro)
Azángaro é um distrito do Peru, departamento de Puno, localizada na província de Azángaro.

## Transporte
O distrito de Azángaro é servido pela seguinte rodovia:
- PU-113, que liga a cidade de Juliaca  ao distrito
- PU-111, que liga a cidade de Cuyocuyo  ao distrito
- PE-34B, que liga o distrito de Juliaca à cidade de Ayapata[1][2][3]